# Pilea involucrata
Pilea involucrata är en nässelväxtart som först beskrevs av John Sims, och fick sitt nu gällande namn av Ignatz Urban. Pilea involucrata ingår i släktet pileor, och familjen nässelväxter. Inga underarter finns listade i Catalogue of Life.

## Bildgalleri

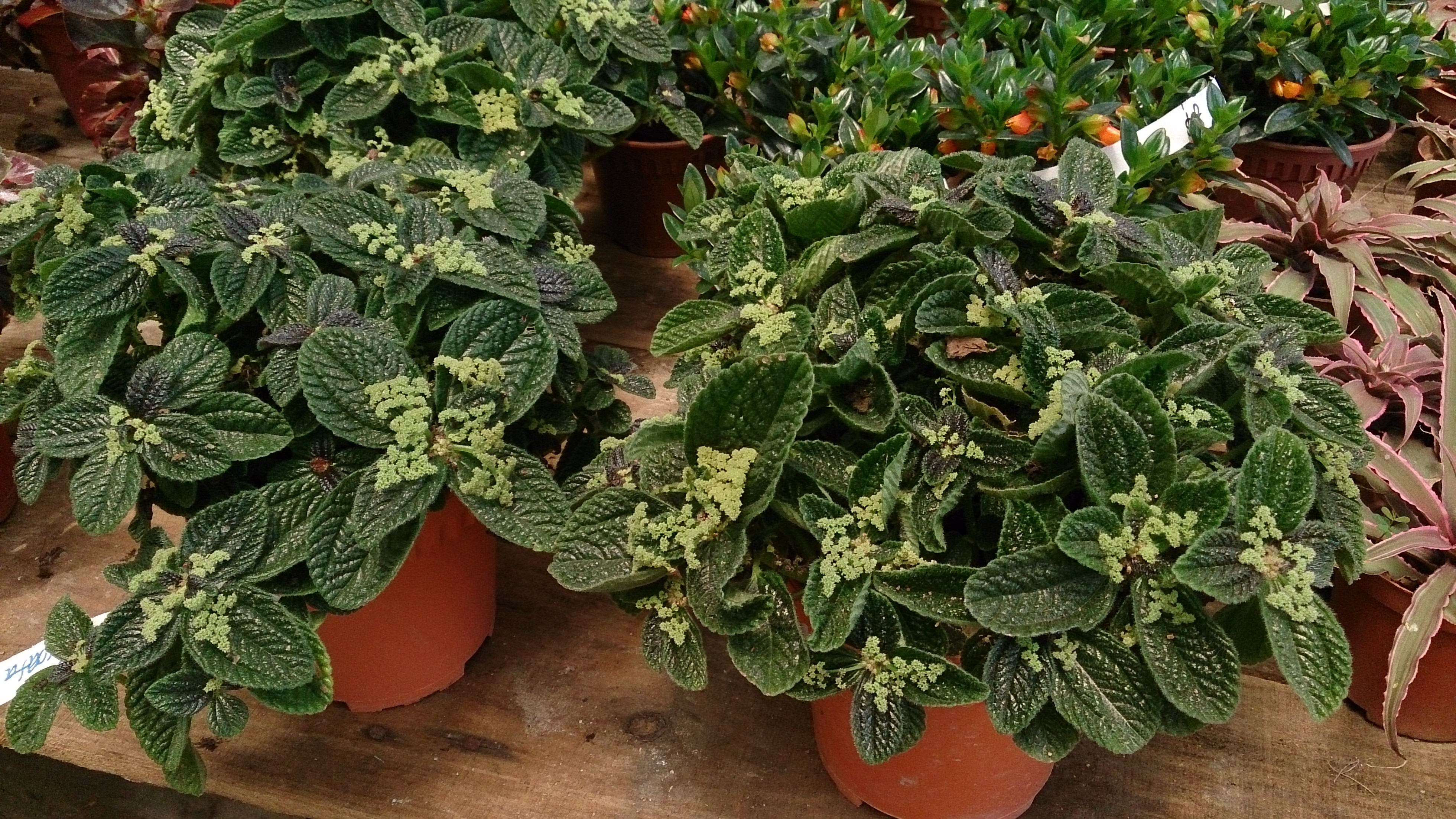
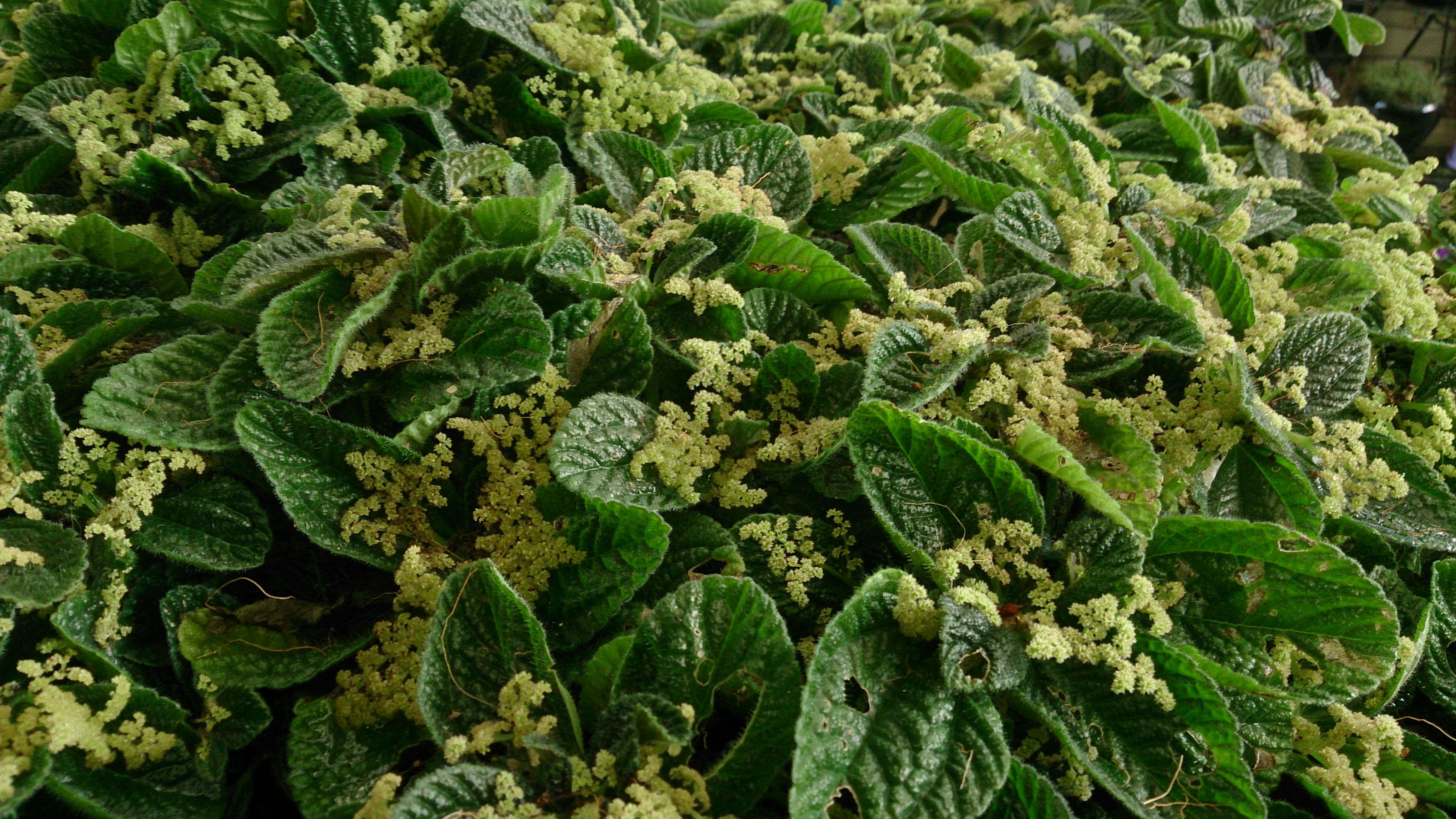
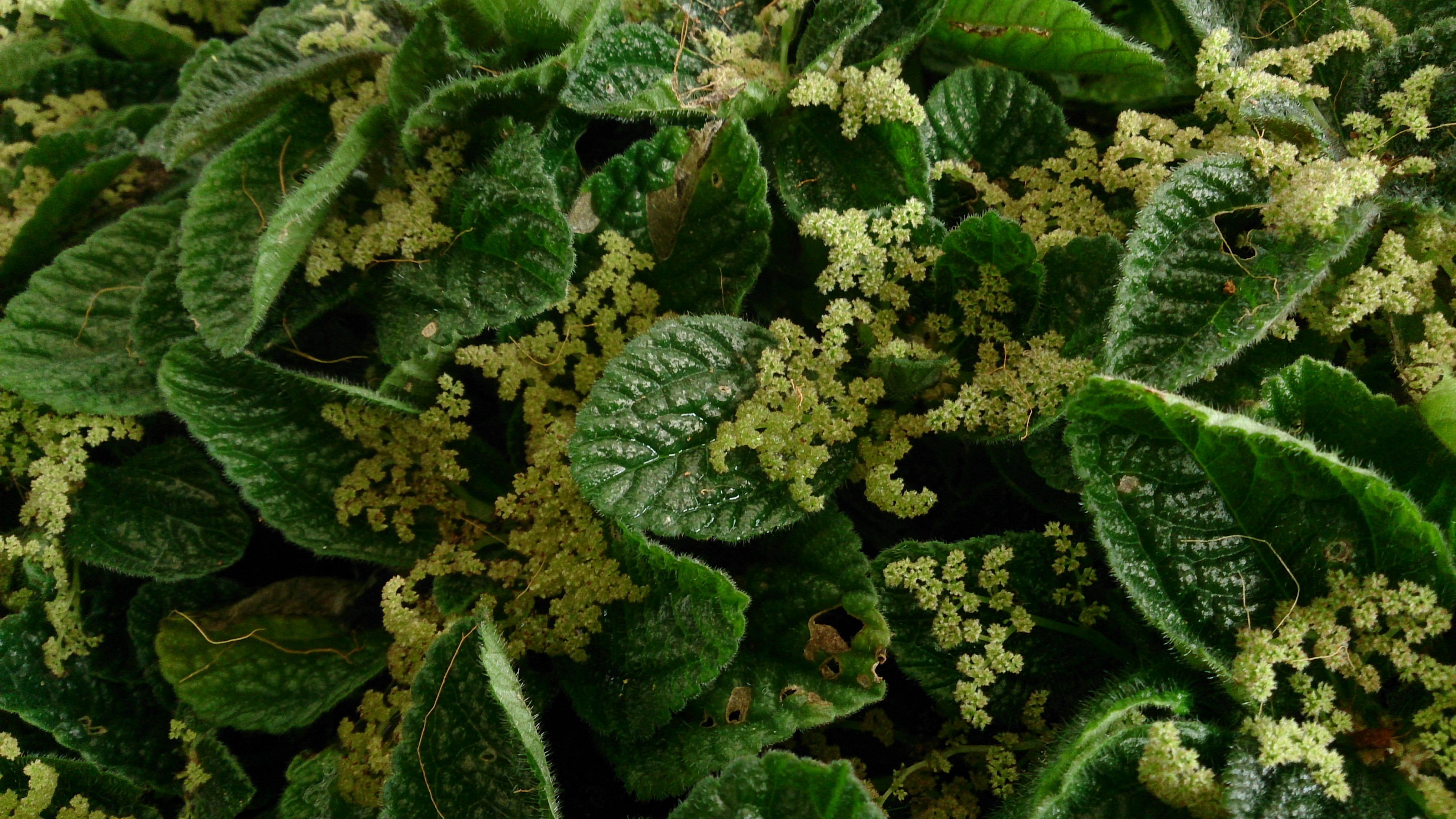
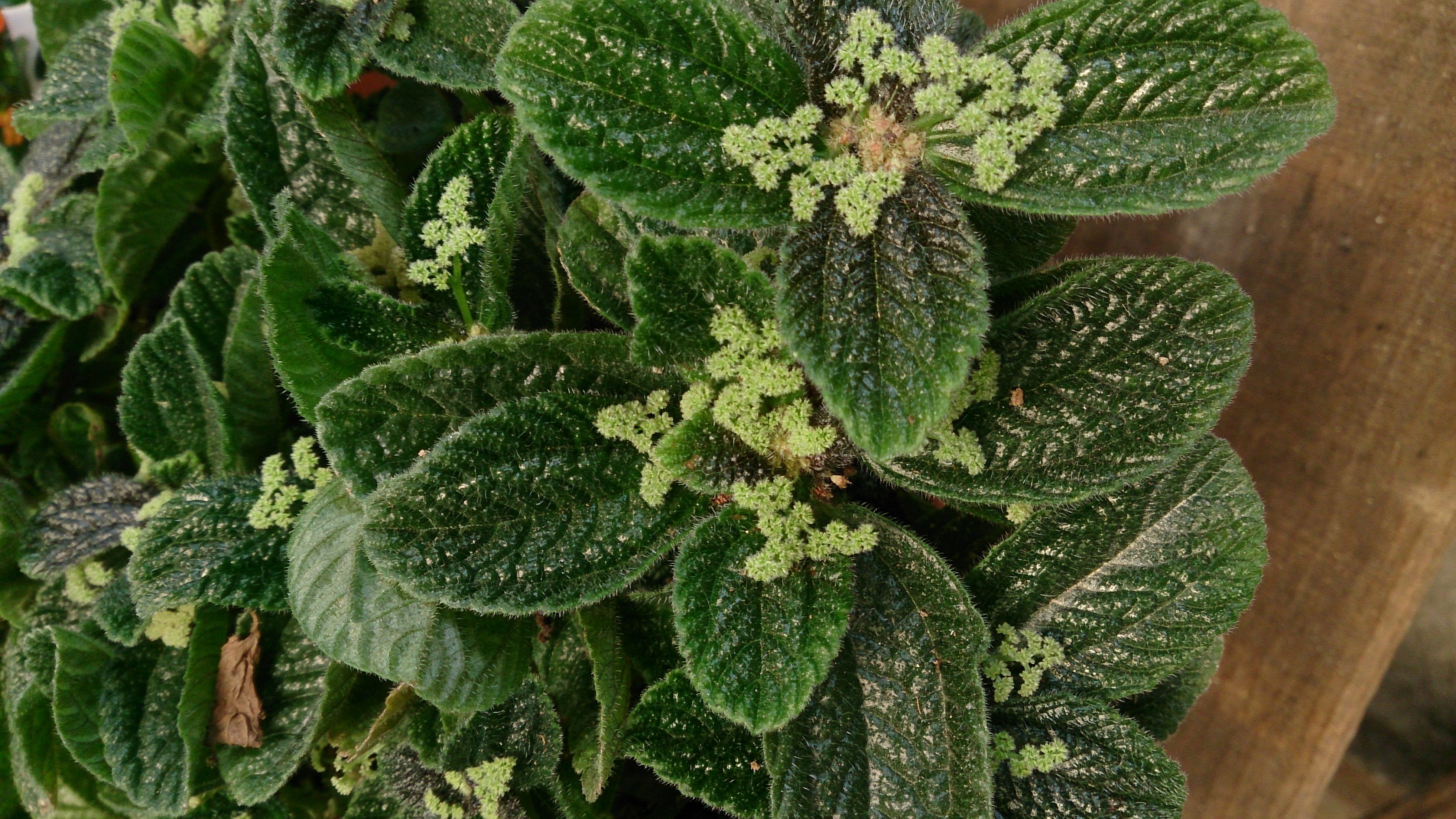
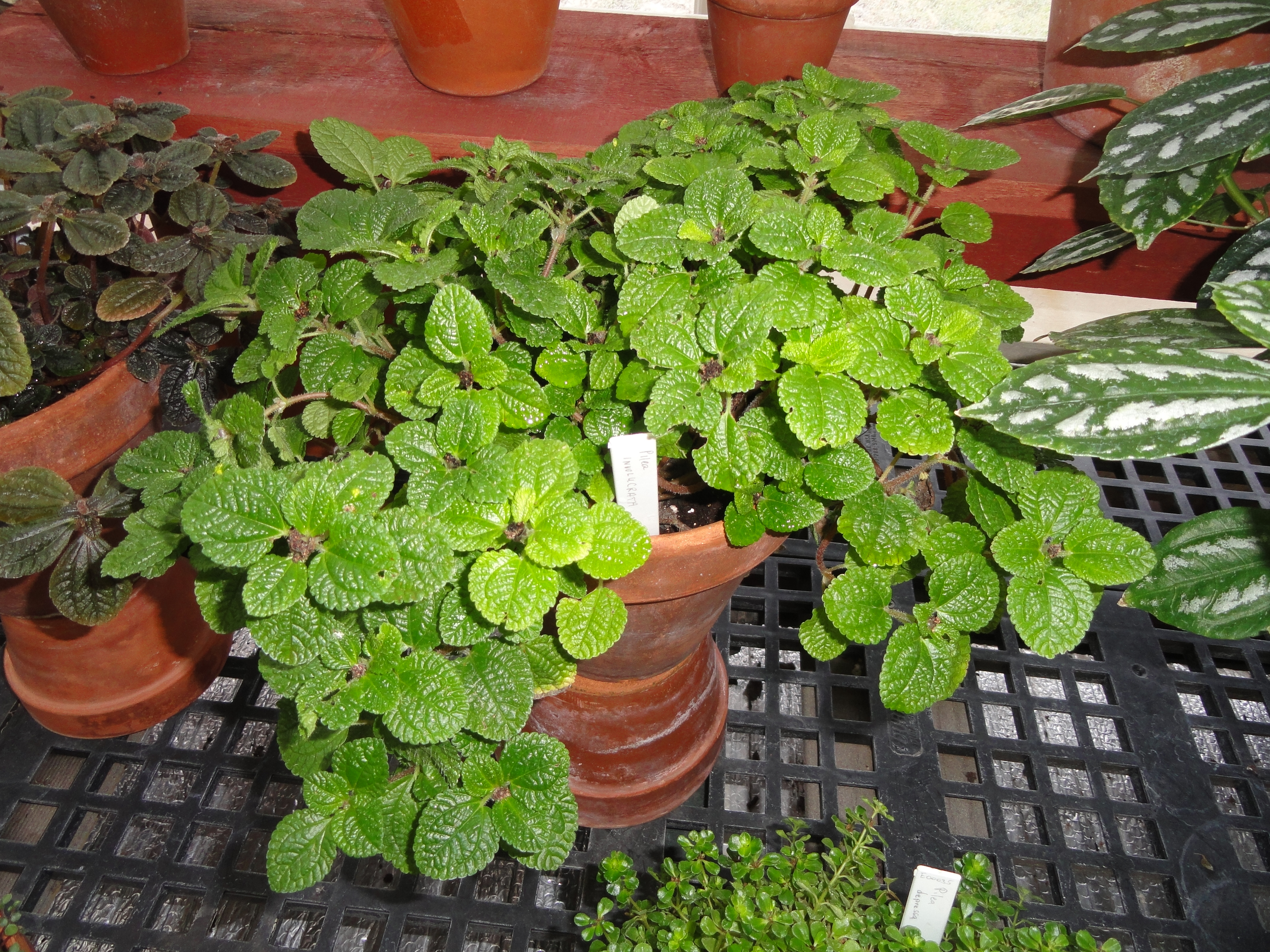
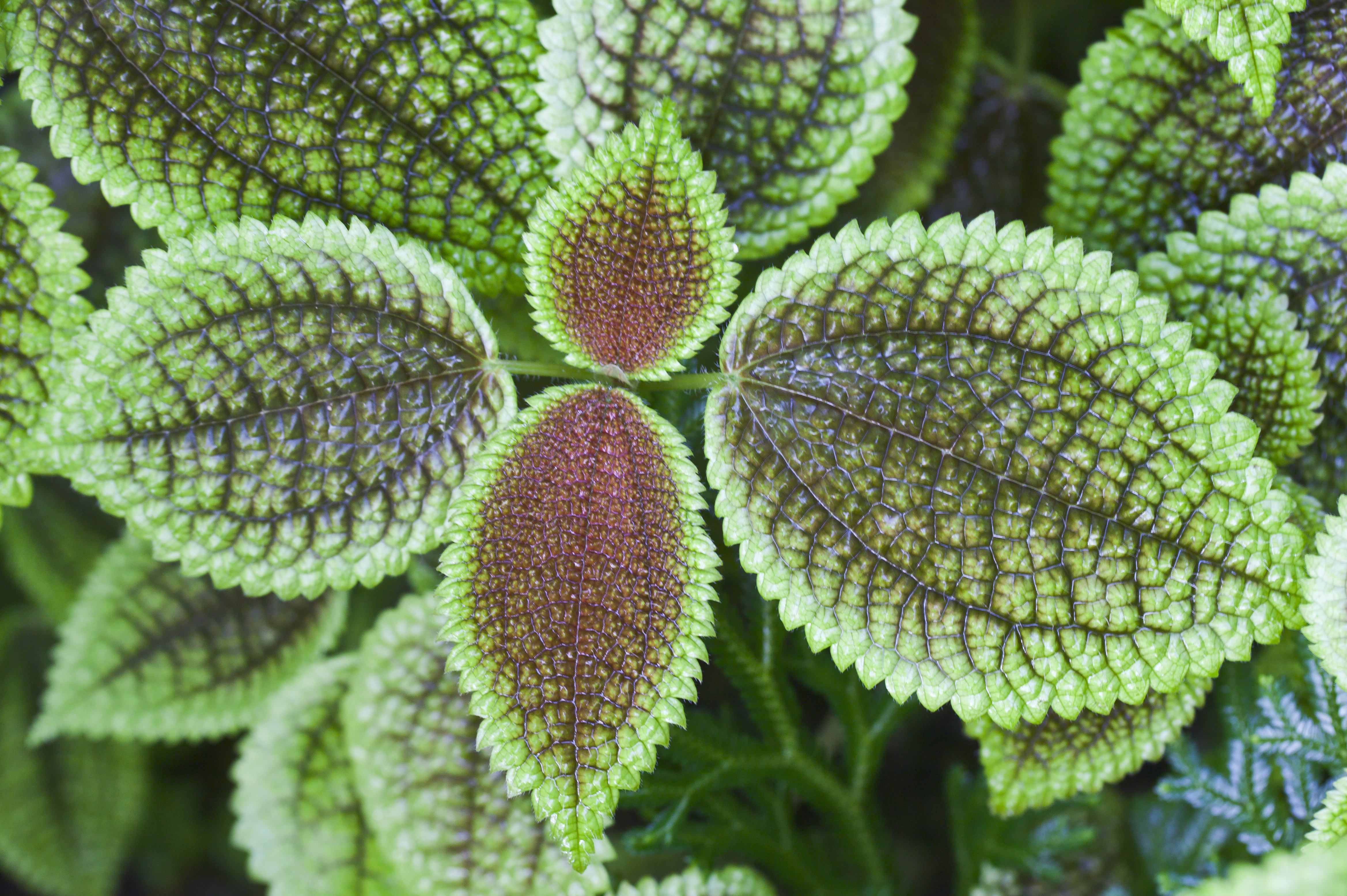